# Zanthoxylum neocaledonicum
Zanthoxylum neocaledonicum är en vinruteväxtart som beskrevs av E. G. Baker. Zanthoxylum neocaledonicum ingår i släktet Zanthoxylum och familjen vinruteväxter. Inga underarter finns listade i Catalogue of Life.